# Gieorgij Kozłow (1909–1976)
Gieorgij Aleksiejewicz Kozłow (ros. Георгий Алексеевич Козлов, ur. 10 kwietnia?/23 kwietnia 1909 w Pugaczowie w guberni saratowskiej, zm. 23 stycznia 1976) – radziecki polityk, sekretarz KC Komunistycznej Partii Kazachstanu (1959-1966), zastępca przewodniczącego Rady Ministrów Kazachskiej SRR (1962-1965).
W 1926 ukończył technikum przemysłowe w Saratowie i został konstruktorem w saratowskiej fabryce kombajnów, 1931-1936 studiował w Moskiewskim Instytucie Stali, 1935-1945 zastępca mechanika, szef warsztatu, zastępca szefa produkcji Uralskiej Fabryki Wagonów w Niżnym Tagile. Od 1939 w WKP(b), od 1945 zastępca sekretarza, potem II sekretarz Komitetu Miejskiego WKP(b) w Niżnym Tagile, później I sekretarz Komitetu Miejskiego KPZR w Niżnym Tagile, 1954-1956 sekretarz Komitetu Obwodowego KPZR w Swierdłowsku, 1956-1958 I sekretarz Komitetu Miejskiego KPZR w Swierdłowsku, 1958 zaocznie ukończył Wyższą Szkołę Partyjną przy KC KPZR. Od 9 lipca 1958 do 6 maja 1959 I sekretarz Wschodniokazachstańskiego Komitetu Obwodowego KPK, 1959-1966 sekretarz KC KPK, 1962-1965 zastępca przewodniczącego Rady Ministrów Kazachskiej SRR i jednocześnie przewodniczący Komitetu Kontroli Partyjno-Państwowej KC KPK i Rady Ministrów Kazachskiej SRR, 1965-1971 przewodniczący Komitetu Kontroli Ludowej Kazachskiej SRR, następnie na emeryturze.

## Odznaczenia
- Order Lenina (dwukrotnie)
- Order Rewolucji Październikowej
- Order Czerwonego Sztandaru Pracy (dwukrotnie)
- Order „Znak Honoru”